# Ehmi Bessel
Ehmi Bessel (11 de octubre de 1904 - 3 de febrero de 1988) fue una actriz teatral, cinematográfica y televisiva de nacionalidad alemana.

## Biografía
Nacida en Ludwigshafen am Rhein, Alemania, se formó en la Escuela Liselotte, en Mannheim, y aprendió interpretación de la mano del famoso actor Fritz Alberti. Su primera actuación llegó en el Schauspielhaus Düsseldorf, convirtiéndose rápidamente en actriz de carácter, destacando su actuación en 1926 en la obra de Paul Raynal Das Grabmal des unbekannten Soldaten. 
Entre 1929 y 1932 trabajó en el Teatro de Cámara de Múnich, interpretando, entre otros, el papel de Polly en La ópera de los tres centavos (1929) y a la protagonista en Casa de muñecas (1931), participando igualmente en el estreno de la pieza de Alfred Döblin Die Ehe (1930). Desde 1932 a 1939 formó parte de la compañía del Deutsches Schauspielhaus de Hamburgo, actuó entre 1947 y 1950 en el Deutsches Theater de Berlín, y en 1960 volvió al Schauspielhaus de Hamburgo, institución en la que actuó hasta el año 1977. 
Ehmi Bessel actuó de manera esporádica en el cine. Su película más importante fue Das Mädel vom Montparnasse (1932), interpretando ella al personaje protagonista. Tres años después fue nombrada por el gobierno "artista estatal". 
En 1978 actuó en el festival Gandersheimer Domfestspiele en Bad Gandersheim, recibiendo el premio Roswitha-Ring.
Ehmi Bessel falleció en Hamburgo, Alemania, en 1988. Había mantenido una relación con el aviador Ernst Udet, con el cual concibió a su hija Dinah Hinz, también actriz. Poco antes de su nacimiento, en 1934, ella se casó con el actor Werner Hinz. Tuvieron dos hijos, los actores Michael Hinz y Knut Hinz. 

## Teatro
- 1947: Tartufo, de Molière, dirección de Willi Schmidt (Deutsches Theater de Berlín)
- 1949: La gaviota, de Antón Chéjov, dirección de Willi Schmidt (Deutsches Theater de Berlín)
- 1950: The School for Scandal, de Richard Brinsley Sheridan, dirección de Aribert Wäscher (Deutsches Theater de Berlín)

## Filmografía
- 1926 : Verlorene Nächte
- 1932 : Das Mädel vom Montparnasse
- 1933 : Gruß und Kuß Veronika
- 1957 : Las confesiones del estafador Felix Krull
- 1961 : Die Wildente (TV)
- 1966 : Hava, der Igel (TV)
- 1967 : Rheinsberg
- 1971 : Preußen über alles (miniserie)
- 1977 : Frauen in New York (TV)
- 1978 : Späte Liebe (TV)
- 1979 : Nathan der Weise (TV)